# Дома 1155 км
Дома́ 1155 км (рос. Дома 1155 км, удм. Дома 1155 км) — сільський населений пункт без офіційного статусу у складі Камбарського району Удмуртії, Росія.
Населення — 12 осіб (2010; 31 у 2002).
Національний склад:
- росіяни — 84 %